# Gerommel in de Far-West
Gerommel in de Far-West is het 195ste stripverhaal van Jommeke. De reeks wordt getekend door striptekenaar Jef Nys.

## Verhaal
Als Jan Haring op garnalenvangst is, ontmoet hij op het strand een indiaan, Trage Voet genaamd. Jan Haring verwittigt Jommeke. Maar dan blijkt dat Trage Voet niet meer weet waarvoor hij naar Zonnedorp kwam. Jommeke besluit echter om naar de Far West te gaan want hij wil weten wat er aan de hand is. Jommeke en zijn vrienden gaan met De Kuip van Jan Haring op avontuur. Tijdens hun reis op de Noordzee pikken ze Mic Mac Jampudding en Arabella ook nog op.  Aangekomen bij de Propere Voeten komen ze tot de conclusie dat Zoete Mosterd ontvoerd is door de Ketelbuiken omdat Rollende Rots, het opperhoofd, met haar wil trouwen. Jommeke moet echter een plan bedenken. Maar als Professor Gobelijn een vergissing begaat bij de uitleg, komen de Propere Voeten op het idee om Arabella te wisselen voor Zoete Mosterd. Doch met een ander goed plan van Jommeke weten ze Arabella en Zoete Mosterd dan toch terug te winnen. De Ketelbuiken zijn woest en trekken ten strijde. Maar door een nieuw plan, met houten Indianenpoppen, kan een gevecht vermeden worden. Tot slot wordt er nog gefeest en komt alles terug goed.